# Piero Strozzi
Piero o Pietro Strozzi (Firenze, 1º marzo 1511 – Thionville, 21 giugno 1558) è stato un nobile e generale italiano naturalizzato francese, membro della famiglia patrizia fiorentina degli Strozzi, figlio di Filippo Strozzi e di Clarice de' Medici.

## Biografia
Primogenito di casa Strozzi, venne avviato inizialmente alla carriera ecclesiastica, per poi preferire quella militare.
Nel 1537 suo padre Filippo era giunto dalla Francia con un esercito di esuli fiorentini decisi a riprendere la città dopo la scelta del nuovo duca. Fu sconfitto nella battaglia di Montemurlo, e morì nel carcere della Fortezza di San Giovanni in Firenze (conosciuta come Fortezza da Basso). In seguito alla battaglia di Montemurlo lui e molti altri esuli fiorentini trovarono rifugio in Francia e a Venezia. Piero in particolare si accattivò particolari simpatie alla corte di Caterina de' Medici, che non gradiva la nuova generazione dei Medici al potere. Passato al servizio di Francesco I di Francia, combatté contro gli spagnoli a Serravalle Scrivia.
Nel 1539 si sposò a Venezia con Laudomia de' Medici, sorella di Lorenzino de' Medici (amico del padre) dalla quale ebbe due figli. Sebbene strettamente imparentato con i Medici, la sua famiglia fu spesso in contrasto con il ramo principale, in particolare contro Cosimo I de' Medici.

### L'impresa di Marano
Nel 1542 alcuni sudditi della Serenissima, guidati da un mercante Udinese, Beltrame Sacchia, s'impossessarono violentemente, ma con considerevole astuzia, della piccola città fortificata di Marano Lagunare, una roccaforte strategica nei territori contesi del Friuli. Non è chiaro se i congiurati avessero agito di propria iniziativa, ma, temendo la risposta violenta e immediata delle truppe austriache dislocate a Gradisca d'Isonzo, gli avventurieri offrirono la cittadina a Piero Strozzi, che l'accettò volentieri e vi inviò un suo emissario. Le autorità veneziane erano decise a impedire che la guerra d'Italia del 1542-1546, che già vedeva Francia e Spagna contrapposte, coinvolgesse i propri territori. Manifestarono energicamente la loro contrarietà ad un intervento di truppe austriache o della piccola flotta spagnola di stanza a Trieste contro gli Strozziani. Simultaneamente ordinarono il bombardamento e la distruzione del fortino eretto dagli uomini di Sacchia a Lignano. 
Strozzi non riuscì però ad interessare il Re di Francia alla sua iniziativa e un contrattacco austriaco pareva sicuro; dei timori che il suo attivismo produceva, è peraltro testimonianza la lettera di Carlo V all'ambasciatore spagnolo a Parigi, recentemente decifrata, nella quale l'imperatore chiedeva notizie circa un attentato che lo Strozzi avrebbe preparato ai suoi danni. Strozzi godeva di particolari amicizie a Venezia, specie quella del patriarca di Aquileia Marino Grimani e cercò di negoziare con la Serenissima la cessione della cittadina dietro compenso di denaro, minacciando di cederla altrimenti al Gran Sultano. Della trattativa con Strozzi la signoria incaricò Antonio Cappello, che concluse un accordo: la Repubblica acquisì Marano per 35.000 ducati.

### Il tentativo di saccheggiare Monopoli
Piero Strozzi conservò per tutta la vita un odio profondo per i Medici, al punto di tentare nel 1543 di sorprendere e saccheggiare la città di Monopoli con l'aiuto di galee turche. Lo scopo era di danneggiare il Viceré di Napoli don Pietro di Toledo, suocero del suo acerrimo nemico il duca Cosimo I de' Medici, che ne aveva sposato la figlia Eleonora. Il progetto di Piero venne sventato dal duca grazie ad una spia, che rivelò il piano al viceré.

### L'assedio della Mirandola
Nel 1551 Piero Strozzi tornò in Italia dove dimostrò le sue capacità militari durante l'assedio della Mirandola. La guerra era nata dalla successione nel ducato di Parma e Piacenza, a Pier Luigi Farnese, figlio riconosciuto di papa Paolo III. Dopo l'assassinio di Pier Luigi da parte del consuocero, l'imperatore Carlo V, il pontefice aveva veduto dissolversi il sogno di fondare una casa principesca. Si era dunque impegnato a convincere il concistoro dei cardinali a consegnare le due città al figlio di Pierluigi, Ottavio, in forma legale. Ottavio prevenne il nonno occupando Parma con gesto di ribellione. Per il gesto Paolo III morì, forse, di crepacuore.
Ferrante I Gonzaga, governatore imperiale di Milano, ebbe ordine dall'imperatore Carlo V di occupare Parma. Il giovane duca ribelle trovò l'appoggio dei francesi, desiderosi di rientrare, dopo Pavia, nel gioco italiano. La Francia assoldò lo Strozzi, che raccolse soldati alla Mirandola, la cittadella il cui signore era stato dichiarato fellone da Carlo e si era venduto alla Francia. Si combatté sotto le mura di Parma e di Mirandola, che sostenne lo sforzo preminente contro schiaccianti forze papali.
Le mura di nuova concezione, progettate per un uso rivoluzionario delle artiglierie, consentirono a poche centinaia di difensori di avere ragione di 2-3.000 avversari, uccidendone oltre 1.000. Fu il trionfo dello Strozzi, che ne uscì con la fama di primo generale italiano, e del giovane signore della Mirandola, Ludovico II Pico.

### La battaglia di Marciano della Chiana e il tramonto del condottiero
Pietro Strozzi avrebbe dissolto la propria fama, dopo pochi anni, il 2 agosto 1554, nella battaglia di Marciano della Chiana (o di Scannagallo).
Quando Cosimo si preparò ad attaccare Siena, Piero insieme con il fratello Leone accorse, per difendere l'antica repubblica, con un esercito di truppe francesi. Assediati dai fiorentini e dagli imperiali, l'11 giugno 1554 Piero tentò una sortita dalla città con diecimila uomini, dirigendosi verso Pontedera. Sperando di raggiungere Firenze attraverso la Valdinievole, colse di sorpresa i nemici. Dopo un esito inizialmente favorevole, le truppe di Piero si fermarono però in Valdinievole in attesa di aiuti via mare portati da Leone Strozzi. Ma Leone era morto colpito da un'archibugiada vicino a Castiglione della Pescaia e il mal tempo impedì alle navi di attraccare. Così Piero riuscì solo a rientrare fortunosamente in Siena.
Pietro tentò una nuova sortita il 2 agosto, ma fu sconfitto a Marciano della Chiana, tradito dalla errata manovra di Ludovico II Pico della Mirandola, che, al comando della cavalleria, gli scoprì il fianco ai mediceo-spagnoli. La tradizione vuole che la causa della rotta della cavalleria franco-senese fosse del portabandiera francese, Righetto del Campana, che, corrotto dai Fiorentini con dodici fiaschi pieni di monete d'oro, fuggì subito dopo l'inizio dello scontro.
Persa Siena, la resistenza continuò a Montalcino (1556). Col tramonto di Strozzi, nemico giurato di Cosimo I, ritrovavano la sicurezza i Medici a Firenze, uscivano i francesi dal gioco italiano..
Nel 1556 fu nominato Sovraintendente alle armate pontificie e signore di Épernay.
Nel 1558 partecipò all'assedio di Thionville, presso Calais.
Enrico II lo creò, Maresciallo di Francia nel (1558), ma il 21 giugno dello stesso anno morì, colpito da un'archibugiata, durante l'assedio di Thionville.
Viene generalmente considerato come l'inventore dei Dragoni, cioè delle truppe di archibugieri a cavallo.

## Discendenza
Piero e Laudomia ebbero due figli:
- Filippo (1541-1582), condottiero e comandante di basso livello
- Clarice (morta nel dicembre 1567), sposò nel 1558 Onorato I di Savoia, conte di Tenda.

Piero ebbe anche un figlio naturale, Scipione (morto nel 1552), militare.

## Ascendenza
|                            |                    |                          | Genitori               |  |  | Nonni |  |  | Bisnonni       |  |  | Trisnonni      |  |
|                            |                    |                          |                        |  |  |       |  |  | Matteo Strozzi |  |  | Simone Strozzi |  |
|                            |                    |                          |                        |  |  |       |  |  | Matteo Strozzi |  |  | Simone Strozzi |  |
|                            |                    | Andreina Rondinelli      |                        |  |  |       |  |  | Matteo Strozzi |  |  |                |  |
| Filippo Strozzi il Vecchio |                    |                          |                        |  |  |       |  |  | Matteo Strozzi |  |  |                |  |
|                            |                    | Alessandra Macinghi      | Filippo Macinghi       |  |  |       |  |  |                |  |  |                |  |
|                            |                    | Alessandra Macinghi      | Filippo Macinghi       |  |  |       |  |  |                |  |  |                |  |
|                            |                    | Alessandra Macinghi      | Caterina Alberti       |  |  |       |  |  |                |  |  |                |  |
| Filippo Strozzi il Giovane |                    | Alessandra Macinghi      |                        |  |  |       |  |  |                |  |  |                |  |
|                            |                    | Bartolomeo Gianfigliazzi | Adovardo Gianfigliazzi |  |  |       |  |  |                |  |  |                |  |
|                            |                    | Bartolomeo Gianfigliazzi | Adovardo Gianfigliazzi |  |  |       |  |  |                |  |  |                |  |
|                            |                    | Bartolomeo Gianfigliazzi | …                      |  |  |       |  |  |                |  |  |                |  |
| Selvaggia Gianfigliazzi    |                    | Bartolomeo Gianfigliazzi |                        |  |  |       |  |  |                |  |  |                |  |
|                            |                    | …                        | …                      |  |  |       |  |  |                |  |  |                |  |
|                            |                    | …                        | …                      |  |  |       |  |  |                |  |  |                |  |
|                            |                    | …                        | …                      |  |  |       |  |  |                |  |  |                |  |
| Piero Strozzi              |                    | …                        |                        |  |  |       |  |  |                |  |  |                |  |
|                            | Lorenzo de' Medici | Piero de' Medici         |                        |  |  |       |  |  |                |  |  |                |  |
|                            | Lorenzo de' Medici | Piero de' Medici         |                        |  |  |       |  |  |                |  |  |                |  |
|                            | Lorenzo de' Medici | Lucrezia Tornabuoni      |                        |  |  |       |  |  |                |  |  |                |  |
| Piero de' Medici           | Lorenzo de' Medici |                          |                        |  |  |       |  |  |                |  |  |                |  |
|                            |                    | Clarice Orsini           | Jacopo Orsini          |  |  |       |  |  |                |  |  |                |  |
|                            |                    | Clarice Orsini           | Jacopo Orsini          |  |  |       |  |  |                |  |  |                |  |
|                            |                    | Clarice Orsini           | Maddalena Orsini       |  |  |       |  |  |                |  |  |                |  |
| Clarice de' Medici         |                    | Clarice Orsini           |                        |  |  |       |  |  |                |  |  |                |  |
|                            |                    | Roberto Orsini           | Carlo Orsini           |  |  |       |  |  |                |  |  |                |  |
|                            |                    | Roberto Orsini           | Carlo Orsini           |  |  |       |  |  |                |  |  |                |  |
|                            |                    | Roberto Orsini           | Paola Orsini           |  |  |       |  |  |                |  |  |                |  |
| Alfonsina Orsini           |                    | Roberto Orsini           |                        |  |  |       |  |  |                |  |  |                |  |
|                            |                    | Caterina Sanseverino     | Amerigo Sanseverino    |  |  |       |  |  |                |  |  |                |  |
|                            |                    | Caterina Sanseverino     | Amerigo Sanseverino    |  |  |       |  |  |                |  |  |                |  |
|                            |                    | Caterina Sanseverino     | Margherita Sanseverino |  |  |       |  |  |                |  |  |                |  |
|                            |                    | Caterina Sanseverino     |                        |  |  |       |  |  |                |  |  |                |  |